# 650. pehotna divizija (Wehrmacht)
650. pehotna divizija (ruska) (izvirno nemško 650. Infanterie-Division (russ.); kratica 650ID) je bila pehotna divizija Heera v času druge svetovne vojne.

## Zgodovina
Divizija je bila ustanovljena marca 1945 v 5. vojaškem okrožju kot druga divizija Ruske osvobodilne armade. 

## Organizacija
- 1651. grenadirski polk
- 1652. grenadirski polk
- 1653. grenadirski polk
- 1650. artilerijski polk
- 1650. inženirski bataljon
- 1650. divizijske enote

## Pripadniki
Divizijski poveljniki
| 1. | Generalmajor Georgij Zverev |  | (marec 1945 – maj 1945) |